# Pietro Grasso
Pietro Grasso (* 1. ledna 1945 Licata) je italský právník a politik. V letech 2013 až 2018 byl předsedou italského Senátu. Z titulu této funkce byl, jak určuje italská ústava, úřadujícím prezidentem Itálie v mezidobí od rezignace prezidenta Giorgia Napolitana (14. ledna 2015) až do přísahy nového prezidenta Sergia Mattarelly (3. února 2015). V letech 1999–2005 byl prokurátorem Palerma, v letech 2005–2012 zvláštním národním prokurátorem pro boj s mafií. Do politiky a Senátu vstoupil v barvách Demokratické strany, ze které však v roce 2017 vystoupil a založil vlastní levicovou stranu Svobodní a rovní (Liberi e Uguali, zkratka LeU), kterou do roku 2018 vedl, než opustil i ji. A do roku 2022 ale působil v italském Senátu jako člen skupiny LeU.